# NGC 1286
NGC 1286 est une galaxie lenticulaire située dans la constellation de l'Éridan. NGC 1286 a été découverte par l'astronome américain Lewis Swift en 1885.

## Caractéristiques
Sa vitesse par rapport au fond diffus cosmologique est de 4 144 ± 12 km/s, ce qui correspond à une distance de Hubble de 61,1 ± 4,3 Mpc (∼199 millions d'al).
À ce jour, deux mesures non basées sur le décalage vers le rouge (redshift) donnent une distance de 60,950 ± 0,636 Mpc (∼199 millions d'al), ce qui est à l'intérieur des valeurs de la distance de Hubble.